# 4.ª etapa del Giro de Italia 2024
La 4.ª etapa del Giro de Italia 2024 tuvo lugar el 7 de mayo de 2024 y consistió en una etapa llana con inicio en Acqui Terme y final en Andora sobre un recorrido de 190 km. La etapa fue ganada por el italiano Jonathan Milan del equipo Lidl-Trek, resuelto en un esprint masivo, mientras que el esloveno Tadej Pogačar mantuvo el liderato.

## Clasificación de la etapa
| Acqui Terme - Andora | etapa escarpada | (190 km) |

| \| Clasificación de la etapa \| Clasificación de la etapa \| Clasificación de la etapa \| Clasificación de la etapa \| Clasificación de la etapa \| \| Ciclista \| Ciclista \| Equipo \| Tiempo \| \| \| ------------------------- \| ------------------------- \| ----------------------------- \| ------------------------- \| ------------------------- \| \| 1.º \| Jonathan Milan \| Lidl-Trek \| 4 h 16 min 00 s \| \| \| 2.º \| Kaden Groves \| Alpecin-Deceuninck \| + 0 s \| \| \| 3.º \| Phil Bauhaus \| Bahrain Victorious \| + 0 s \| \| \| 4.º \| Olav Kooij \| Team Visma \\| Lease a Bike \| + 0 s \| \| \| 5.º \| Tim Merlier \| Soudal Quick-Step \| + 0 s \| \| \| 6.º \| Davide Ballerini \| Astana Qazaqstan Team \| + 0 s \| \| \| 7.º \| Fernando Gaviria \| Movistar Team \| + 0 s \| \| \| 8.º \| Enrico Zanoncello \| VF Group-Bardiani CSF-Faizanè \| + 0 s \| \| \| 9.º \| Madis Mihkels \| Intermarché-Wanty \| + 0 s \| \| \| 10.º \| Giovanni Lonardi \| Team Polti Kometa \| + 0 s \| \| |                   |                               |                 |
| |                   |                               |                 |
| Fuentes: ProCyclingStats Cycling Quotient |                   |                               |                 |
| Clasificación de la etapa |                   |                               |                 |
| Ciclista | Ciclista          | Equipo                        | Tiempo          |
| 1.º | Jonathan Milan    | Lidl-Trek                     | 4 h 16 min 00 s |
| 2.º | Kaden Groves      | Alpecin-Deceuninck            | + 0 s           |
| 3.º | Phil Bauhaus      | Bahrain Victorious            | + 0 s           |
| 4.º | Olav Kooij        | Team Visma \| Lease a Bike    | + 0 s           |
| 5.º | Tim Merlier       | Soudal Quick-Step             | + 0 s           |
| 6.º | Davide Ballerini  | Astana Qazaqstan Team         | + 0 s           |
| 7.º | Fernando Gaviria  | Movistar Team                 | + 0 s           |
| 8.º | Enrico Zanoncello | VF Group-Bardiani CSF-Faizanè | + 0 s           |
| 9.º | Madis Mihkels     | Intermarché-Wanty             | + 0 s           |
| 10.º | Giovanni Lonardi  | Team Polti Kometa             | + 0 s           |

## Clasificaciones al final de la etapa

### Clasificación general(Maglia Rosa)
| \| Clasificación general \| Clasificación general \| Clasificación general \| Clasificación general \| Clasificación general \| \| Ciclista \| Ciclista \| Equipo \| Tiempo \| \| \| --------------------- \| ---------------------- \| -------------------------- \| --------------------- \| --------------------- \| \| 1.º \| Tadej Pogačar \| UAE Team Emirates \| 15 h 19 min 05 s \| \| \| 2.º \| Geraint Thomas \| Ineos Grenadiers \| + 46 s \| \| \| 3.º \| Daniel Felipe Martínez \| Bora-Hansgrohe \| + 47 s \| \| \| 4.º \| Cian Uijtdebroeks \| Team Visma \\| Lease a Bike \| + 55 s \| \| \| 5.º \| Einer Rubio \| Movistar Team \| + 56 s \| \| \| 6.º \| Lorenzo Fortunato \| Astana Qazaqstan Team \| + 1 min 07 s \| \| \| 7.º \| Juan Pedro López \| Lidl-Trek \| + 1 min 11 s \| \| \| 8.º \| Jan Hirt \| Soudal Quick-Step \| + 1 min 13 s \| \| \| 9.º \| Alexéi Lutsenko \| Astana Qazaqstan Team \| + 1 min 26 s \| \| \| 10.º \| Ben O'Connor \| Decathlon-AG2R La Mondiale \| + 1 min 26 s \| \| |                        |                            |                  |
| |                        |                            |                  |
| Fuentes: ProCyclingStats Cycling Quotient |                        |                            |                  |
| Clasificación general |                        |                            |                  |
| Ciclista | Ciclista               | Equipo                     | Tiempo           |
| 1.º | Tadej Pogačar          | UAE Team Emirates          | 15 h 19 min 05 s |
| 2.º | Geraint Thomas         | Ineos Grenadiers           | + 46 s           |
| 3.º | Daniel Felipe Martínez | Bora-Hansgrohe             | + 47 s           |
| 4.º | Cian Uijtdebroeks      | Team Visma \| Lease a Bike | + 55 s           |
| 5.º | Einer Rubio            | Movistar Team              | + 56 s           |
| 6.º | Lorenzo Fortunato      | Astana Qazaqstan Team      | + 1 min 07 s     |
| 7.º | Juan Pedro López       | Lidl-Trek                  | + 1 min 11 s     |
| 8.º | Jan Hirt               | Soudal Quick-Step          | + 1 min 13 s     |
| 9.º | Alexéi Lutsenko        | Astana Qazaqstan Team      | + 1 min 26 s     |
| 10.º | Ben O'Connor           | Decathlon-AG2R La Mondiale | + 1 min 26 s     |

### Clasificación por puntos(Maglia Ciclamino)
| Clasificación por puntos | Clasificación por puntos | Clasificación por puntos      | Clasificación por puntos | Clasificación por puntos |
| Ciclista                 | Ciclista                 | Equipo                        | Puntos                   |                          |
| ------------------------ | ------------------------ | ----------------------------- | ------------------------ | ------------------------ |
| 1.º                      | Jonathan Milan           | Lidl-Trek                     | 113 pts                  |                          |
| 2.º                      | Tim Merlier              | Soudal Quick-Step             | 81 pts                   |                          |
| 3.º                      | Kaden Groves             | Alpecin-Deceuninck            | 63 pts                   |                          |
| 4.º                      | Olav Kooij               | Team Visma \| Lease a Bike    | 46 pts                   |                          |
| 5.º                      | Filippo Fiorelli         | VF Group-Bardiani CSF-Faizanè | 42 pts                   |                          |
| 6.º                      | Lilian Calmejane         | Intermarché-Wanty             | 34 pts                   |                          |
| 7.º                      | Tadej Pogačar            | UAE Team Emirates             | 27 pts                   |                          |
| 8.º                      | Phil Bauhaus             | Bahrain Victorious            | 27 pts                   |                          |
| 9.º                      | Jhonatan Narváez         | Ineos Grenadiers              | 26 pts                   |                          |
| 10.º                     | Francisco Muñoz          | Team Polti Kometa             | 24 pts                   |                          |

### Clasificación de la montaña(Maglia Azzurra)
| Clasificación de la montaña | Clasificación de la montaña | Clasificación de la montaña   | Clasificación de la montaña | Clasificación de la montaña |
| Ciclista                    | Ciclista                    | Equipo                        | Puntos                      |                             |
| --------------------------- | --------------------------- | ----------------------------- | --------------------------- | --------------------------- |
| 1.º                         | Tadej Pogačar               | UAE Team Emirates             | 51 pts                      |                             |
| 2.º                         | Lilian Calmejane            | Intermarché-Wanty             | 32 pts                      |                             |
| 3.º                         | Daniel Felipe Martínez      | Bora-Hansgrohe                | 26 pts                      |                             |
| 4.º                         | Andrea Piccolo              | EF Education-EasyPost         | 18 pts                      |                             |
| 5.º                         | Geraint Thomas              | Ineos Grenadiers              | 16 pts                      |                             |
| 6.º                         | Amanuel Ghebreigzabhier     | Lidl-Trek                     | 11 pts                      |                             |
| 7.º                         | Lorenzo Fortunato           | Astana Qazaqstan Team         | 9 pts                       |                             |
| 8.º                         | Giulio Pellizzari           | VF Group-Bardiani CSF-Faizanè | 8 pts                       |                             |
| 9.º                         | Filippo Fiorelli            | VF Group-Bardiani CSF-Faizanè | 7 pts                       |                             |
| 10.º                        | Florian Lipowitz            | Bora-Hansgrohe                | 6 pts                       |                             |

### Clasificación de los jóvenes(Maglia Bianca)
| Clasificación del mejor joven | Clasificación del mejor joven | Clasificación del mejor joven | Clasificación del mejor joven | Clasificación del mejor joven |
| Ciclista                      | Ciclista                      | Equipo                        | Tiempo                        |                               |
| ----------------------------- | ----------------------------- | ----------------------------- | ----------------------------- | ----------------------------- |
| 1.º                           | Cian Uijtdebroeks             | Team Visma \| Lease a Bike    | 15 h 20 min 00 s              |                               |
| 2.º                           | Alex Baudin                   | Decathlon-AG2R La Mondiale    | + 45 s                        |                               |
| 3.º                           | Mauri Vansevenant             | Soudal Quick-Step             | + 49 s                        |                               |
| 4.º                           | Filippo Zana                  | Team Jayco AlUla              | + 1 min 12 s                  |                               |
| 5.º                           | Lucas Plapp                   | Team Jayco AlUla              | + 1 min 38 s                  |                               |
| 6.º                           | Henok Mulubrhan               | Astana Qazaqstan Team         | + 1 min 48 s                  |                               |
| 7.º                           | Georg Steinhauser             | EF Education-EasyPost         | + 1 min 54 s                  |                               |
| 8.º                           | Antonio Tiberi                | Bahrain Victorious            | + 1 min 55 s                  |                               |
| 9.º                           | Davide Piganzoli              | Team Polti Kometa             | + 2 min 11 s                  |                               |
| 10.º                          | Florian Lipowitz              | Bora-Hansgrohe                | + 2 min 13 s                  |                               |

### Clasificación por equipos"Súper team"
| Clasificación por equipos | Clasificación por equipos     | Clasificación por equipos | Clasificación por equipos |
| Equipo                    | Equipo                        | Tiempo                    |                           |
| ------------------------- | ----------------------------- | ------------------------- | ------------------------- |
| 1.º                       | Ineos Grenadiers              | 46 h 02 min 17 s          |                           |
| 2.º                       | Astana Qazaqstan Team         | + 14 s                    |                           |
| 3.º                       | Bora-Hansgrohe                | + 55 s                    |                           |
| 4.º                       | Decathlon-AG2R La Mondiale    | + 1 min 04 s              |                           |
| 5.º                       | VF Group-Bardiani CSF-Faizané | + 3 min 51 s              |                           |
| 6.º                       | EF Education-EasyPost         | + 5 min 00 s              |                           |
| 7.º                       | Team Jayco AlUla              | + 5 min 42 s              |                           |
| 8.º                       | Soudal Quick-Step             | + 5 min 45 s              |                           |
| 9.º                       | Team Visma \| Lease a Bike    | + 6 min 03 s              |                           |
| 10.º                      | Movistar Team                 | + 10 min 30 s             |                           |

## Abandonos
- Bram Welten (Team dsm-firmenich PostNL) no tomó la salida de la etapa tras una caída el día anterior.
- Biniam Girmay (Intermarché-Wanty) abandonó durante la etapa debido a dos caídas en cuatro kilómetros.[2]
- Torstein Træen (Bahrain Victorious) abandonó durante la etapa.